# ジョン・グレイ (第10代グレイ卿)
第10代グレイ卿ジョン・グレイ（英語: John Gray, 10th Lord Gray、1683年1月15日 – 1738年12月15日）は、スコットランド貴族。

## 生涯
第9代グレイ卿ジョン・グレイとマージョリー・グレイ（Marjorie Gray、第8代グレイ卿パトリック・グレイの娘）の長男として、1683年1月15日に生まれた。
1715年頃、ヘレン・ステュアート（Helen Stewart、第5代ブランタイア卿アレクサンダー・ステュアートの娘）と結婚、2男1女をもうけた。
- ジョン（1716年 – 1782年） - 第11代グレイ卿。子供あり
- アン（1717年4月4日 – 1774年2月17日） - ウィリアム・グレイ（William Gray）と結婚
- チャールズ（1720年11月14日 – ?）

1724年1月10日に父が死去すると、グレイ卿の爵位を継承した。
1738年12月15日にフォーファーシャーで死去、長男ジョンが爵位を継承した。